# 5. СС оклопна дивизија Викинг
5. СС оклопна дивизија „Викинг“ је била немачка Вафен-СС дивизија састављена од страних добровољаца. Током рата дивизија је напредовала од дивизије моторизоване пешадије (коначно формирана у априлу 1941) до пуне оклопне (панцер) дивизије.
Дивизија се током рата борила на Источном фронту, пре свега у операцији Барбароса, на Кавказу, код Харкова (где дивизија постаје панцергренадирска), Курска, Корсуна, Ковела, Варшаве, и у Мађарској, Југославији и Аустрији, где се дивизија 9. маја 1945. године предала америчким снагама. За разлику од на пример 3. СС дивизије, за 5. СС оклопну дивизију не постоје докази да је чинила ратне злочине.
Окосницу дивизије (првобитно назване Германија) чинили су Холанђани, Фламанци, Данци, Швеђани и Норвежани. У дивизији је у раном периоду служио и био одликован Јозеф Менгеле. После рата бивши чланови дивизије покушали су да његово име избришу са списка ветерана дивизије.